# Lyndon, New York
Lyndon är en kommun (town) i Cattaraugus County i delstaten New York. Vid 2020 års folkräkning hade Lyndon 686 invånare.